# Acanthocinus sachalinensis
Acanthocinus sachalinensis är en skalbaggsart som beskrevs av Masaki Matsushita 1933. Acanthocinus sachalinensis ingår i släktet Acanthocinus och familjen långhorningar. Inga underarter finns listade i Catalogue of Life.